# NGC 3067
NGC 3067 este o intermediate spiral galaxy⁠(d) situată în constelația Leul. A fost descoperită în 7 decembrie 1785 de către William Herschel. Se află la o distanță de 24,4 de megaparseci de Pământ.